# Брине (Норвешка)
Брине (Норвешка) (норв. Bryne) је насељено место у Норвешкој у округу Рогаланд. Има статус града од 2001.